# Lijst van golfbanen in Ierland

Kaart van Ierland met countygrenzen

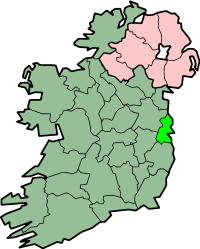
County Dublin

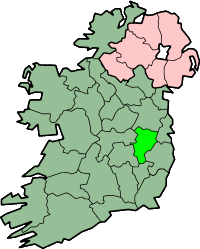
County Kildare

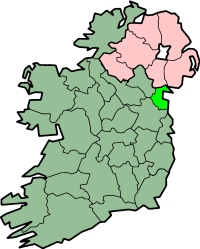
County Louth

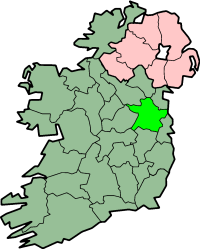
County Meath

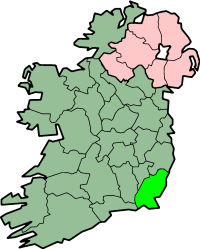
County Wexford

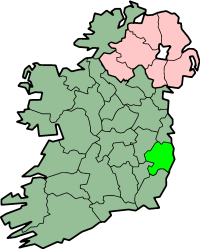
County Wicklow

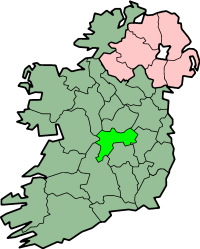
Offaly

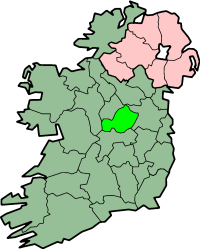
Westmeath

Deze Lijst van golfbanen in Ierland geeft een zo compleet mogelijk, geografisch ingedeeld overzicht van de bijna 300 golfbanen in Ierland. Meer dan 100 banen hiervan liggen in Noord-Ierland en staan samen met de banen in graafschap Donegal vermeld onder 'Noord Regio'.
Omdat Ierland een eiland is, zijn er veel 'links'-banen, banen dicht bij zee. Ook valt het op dat er heel weinig banen zijn met minder dan 18 holes, en buiten de zes graafschappen van Noord-Ierland erg weinig banen zijn met meer dan 18 holes.

## Dublin en omgeving
18 holes of meer:
- Ashbourne Golf Club, Ashbourne, Meath
- Balcarrick Golf Club, Donabate, Dublin
- Baltinglass Golf Club, Baltinglass, Wicklow
- Blabriggan Golf Club, Balbriggan, Dublin
- Blainroe Golf Club, Blainroe, Wicklow
- Bodenstown Golf Club, Sallins, Kildare, 36 holes
- Carton House Golf Club, Maynooth, Kildare, Montgomerie Course & O'Meara Course
- Castle Golf Club, Rathfarnham
- Castlewarden Golf & Country Club, Straffan, Kildare
- Charlesland Golf & Country Golf Club, Greystones, Wicklow
- Citywest Hotel en Golf Resort, Saggart, Dublin
- Clontarf Golf Club, Malahide, Dublin
- Coollattin Golf Club, Shillelagh, Wicklow
- Corrstown Golf Club, Kilsallaghan, Dublin, 27 holes
- County Louth Golf Club, Drogheda, Louth
- County Meath Golf Club, Trim, Meath
- Courtown Golf Club, Kiltennel, Wexford
- Craddockstown Golf Course, Naas, Kildare
- Delgany Golf Club, Delgany, Wicklow
- Druids Glen Golf Club, Newtownmountkennedy, Wicklow
- Druids Heath Golf Club, Newtownmountkennedy, Wicklow
- Dun Laoghaire Golf Club, Dun Laoghaire, Dublin
- Dundalk Golf Club, Dundalk, Louth
- Dunmurry Springs Golf Club, Kildare
- Edmondstown Golf Club, Rathfarnham
- Elm Park Golf Club, Donnybrook, Dublin
- Elmgreen Golf Club, Castleknock, Dublin
- The European Golf Club, Brittas Bay, Wicklow
- Forrest Little Golf Centre, Swords, Dublin
- Glebe Golf Course, Trim, Meath
- Glen of the Downs Golf Club, Delgany, Wicklow
- Glenmalure Golf Club, Rathdrum, Wicklow
- Grange Golf Club, Rathfarnham, opgericht 1910, ook 6 oefenholes
- Grange Castle Golf Club, Clondalkin, Dublin, opgericht 1998
- Greystones Golf Club, Greystones, Wicklow
- Headfort Golf Club, Kells, Meath
- Hermitage Golf Club, Lucan, Dublin
- Highfield Golf Club, Carbury, Kildare
- Hollywood Lakes Golf Club, Ballyboughal, Dublin
- Howth Golf Club, Sutton, Dublin
- The Island Golf Club, Donabate, Dublin
- The K Club, Straffan, Kildare, North Course & South Course
- Kilcock Golf Club, Kilcock, Meath
- Kilkea Castle Golf Club, Castledermot, Kildare
- Killeen Golf Club, Kill, Kildare
- Killin Park Golf Club, Dundalk, Louth
- Knockanally Golf & Country Club, Donadea, North Kildare
- Laytown en Bettystown Golf Club, Bettystown, Meath
- Luttrellstown Castle Golf and Country Club, Castleknock, Dublin
- Millicent Golf & Country Club, Clane, Kildare
- Milltown Golf Club, Miltown, Dublin
- Moorpark Golf Club, Navan
- Naas Golf Club, Naas, Kildare
- Newbridge Golf Club, Newbridge, Kildare
- PGA National Ireland - Palmerstown House, Johnstown, Kildare
- Portmarnock Hotel & Golf Links, Portmarnock, Dublin
- Powerscourt Golf Course East, Enniskerry, Wicklow
- Powerscourt Golf Course West, Enniskerry, Wicklow
- Rathsallagh Golf & Country Club, Dunlavin, Wicklow
- Roganstown Golf & Country Club, Swords, Dublin
- Roundwood Golf Club, Newtownmountkennedy, Wicklow
- The Royal Dublin Golf Club, Dollymount, Dublin
- Seafied Golf & Country Club, Gorey, Wexford
- Seapoint Golf Club, Drogheda, Louth
- Slade Valley Gold Club, Brittas, Dublin
- The South County Golf Club, Brittas, Dublin
- St Annes Golf Club, Dublin
- St Margarets Golf & Country Club, St. Margarets, Dublin
- Stackstown Golf Club, Rathfarnham
- Swords Open Golf Course, Swords, Dublin
- Tulfarris Golf Club, Blessington, Wicklow
- Turvey Golf Club, Donabate, Dublin
- Wicklow Golf Club, Wicklow
- Woodbrook Golf Club, Bray, Wicklow
- Woodenbridge Golf Club, Arklow, Wicklow
- Woodlands Golf Club, Naas, Kildare

Minder dan 18 holes:
- Black Bush Golf Club, Dunshauglin, Meath
- Donabate Golf Club, Donabate, Dublin
- Hollystown Golf Club, Hollystown, Dublin
- Malahide Golf Club, Malahide, Dublin
- Royal Tara Golf Club, Navan

## Midlands Regio
18 holes of meer:
- Athlone Golf Club, Athlone. Roscommon
- Carlow Golf Club, Carlow
- Clones Golf Club, Clones, Monaghan
- County Cavan Golf Club, Cavan
- County Longford Golf Club, Glack, Longford
- Delvin Castle Golf Club, Delvin, Westmeath
- Esker Hills Golf Club, Tullamore, Offaly
- Glasson Golf Hotel & Country Club, Athlone, Westmeath
- The Heath Golf Club, Portlaoise, Laois
- The Heritage at Killenard, Killenard, Laois
- Moate Golf Club, Moate, Westmeath
- Mount Temple Golf & Country Club, Moate, Westmeath
- Mount Wolseley Hotel, Spa, Golf & Country Club, Tullow, Carlow
- Mountrath Golf Club, Mountrath, Laois
- Mullingar Golf Club, Mullingar, Westmeath
- Portarlington Golf Club, Portarlington, Offaly
- Rathdowney Golf Club, Rathdowney, Laois
- Tullamore Golf Club, Tullamore, Offaly
- Tullamore Golf Club, Tullamore, Offaly

Minder dan 18 holes:
- Slieve Russell Golf & Country Club, Ballyconnell, Cavan

## Noord Regio
18 holes of meer:

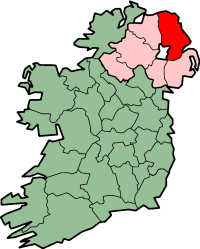
County Antrim

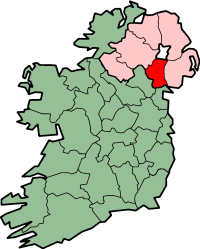
County Armagh

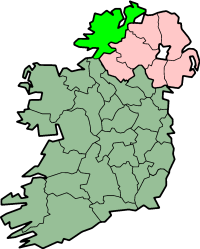
County Donegal

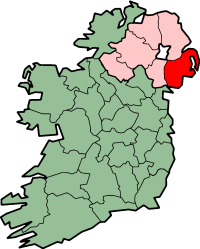
County Down

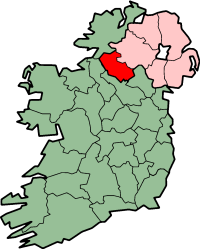
County Fermanagh

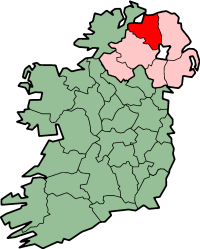
County Londonderry

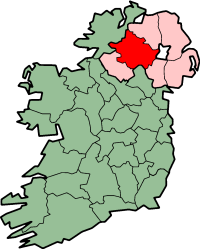
County Tyrone

- Aughnacloy Golf Club, Aughnacloy, Tyrone
- Ballyboffy & Stranorlar Golf Club, Stranorlar, Donegal
- Ballycastle Golf Club, Ballycastle, Antrim
- Ballyclare Golf Club, Ballyclare, Antrim, 27 holes
- Ballyliffin Golf Club, Inishowen, Donegal, 36 holes
- Ballymena Golf Club, Ballymena, Antrim
- Ballyreagh Golf Club, Portrush, Antrim, 18+9 holes
- Balmoral Golf Club, Belfast, Antrim
- Banbridge Golf Club, Banbridge, Down, 27 holes
- Bangor Golf Club, Bangor, Down
- Belvoir Park Golf Club, Newtownbreda , Belfast
- Blackwood Golf Centre, Bangor, Down
- Bright Castle Golf Club, Downpatrick
- Bundoran Golf Club, Bundoran, Donegal
- Bushfoot Golf Club, Portballintrae
- Cairndhu Golf Club, Larne, Antrim
- Carnalea Golf Club, Holywood, Down
- Carreckfergus Golf Club, Carrickfergus, Antrim
- Castle Hume Golf Club, Enniskillin Fermanagh
- Castlereagh Hills Golf Club, Belfast, Antrim
- Castlerock Golf Club, Castlerock
- Clandeboye Golf Club, Newtownards, Down
- Cliftonville Golf Club, Belfast, Antrim, 27 holes
- Cloverhill Golf Club, Mullaghbawn, Armagh
- County Armagh Golf Club, ArmaghArmagh
- Craigavon Golf and Ski Centre, Lurgan
- Cushendall Golf Club, Cushendall, Antrim
- Donaghadee Golf Club, Donaghadee, Down
- Down Royal Park Golf Club, Lisburn, Antrim, opgericht 1988
- Downpatrick Golf Club, Downpatrick
- Dungannon Golf Club, Dungannon, Tyrone
- Dunmurry Golf Club, Belfast, Antrim
- Edenmore Golfclub, Craigavon, Armagh
- Enniskillen Golf Club, Enniskillin, Fermanagh
- Faughan Valley Golf Club, Eglinton
- Fortwilliam Golf Club, Belfast, Antrim
- Foyle International Golf Centre, Londonderry, 27 holes
- Galgorm Castle Golf Course, Ballymena, Antrim
- Gracehill Golf Club, Ballymoney, Antrim
- Greenacres Golf Centre, Ballyclare, Antrim, 27 holes
- Greencastle Golf Club, Ballyliffin, Donegal
- Hilton Templepatrick Golf Club, Templepatrick, Antrim
- Holywood Golf Club, Holywood, Down
- Kilkeel Golf Club, Newry, 27 holes
- Killymoon Golf Club, Cookstown
- Kirkistown Castle, Newtownards, Down
- Knock Golf Club, Belfast, Down
- Larne Golf Club, Islandmagee, Antrim
- Letterkenny Golf Club, Letterkenny, Donegal
- Lisburn Golf Club, Lisburn, Antrim
- Loughall Country Park, Loughall, Armagh
- Lurgan Golf Club, Lurgan, 27 holes
- Malone Golf Club, Dunmurry, 27 holes
- Massereeme Golf Club, Antrim
- Mayobridge Golf Club, Newry
- Mount Ober Golf Club, Knockbracken, Belfast
- Moyola Park Golf Club, Castledawson
- Murvagh Golf Club, Laghy, Donegal
- Narin & Portnoo Golf Club, Narin & Portnoo, Donegal
- Newtownstewart Golf Club, Newtownstewart
- North-West Golf Club, Buncrana, Donegal
- Omagh Golf Club, Omagh
- Ormeau Golf Club, Belfast, Antrim, 27 holes
- Portadown Golf Club, Portadown, Armagh
- Portsalon Golf Club, Portsalon, Donegal
- Portstewart Golf Club, Portstewart, Londonderry, 54 holes
- Ringfuffeerin Golf Course, Killyleagh
- Rockmount Golf, Carryduff, Down, 27 holes
- Rosapenna Hotel & Golf Links, Downings, Donegal, 36 holes
- Royal Belfast Golf Club, Holywood, Down
- The Royal Co. Down Golf Club, Newcastle, Down, 36 holes
- Royal Portrush Golf Club, Portrush, Antrim
- Scrabo Golf Club, Newtownards, Down
- Shandon Park Golf Club, Belfast, Antrim
- Spa Golf Club, Ballynahinch, Down
- Strabane Golf Club, Strabane, Tyrone, opgericht 1909
- Tandragee Golf Club, Tandragee, Armagh
- Temple Golf and Country Club, Lisburn, Antrim, 27 holes
- Warrenpoint Golf Club, Warrenpoint, Down
- Whitehead Golf Club, Whitehead, Antrim

Minder dan 18 holes:
- Ballyearl Golf Club, Newtownabbey
- Benburb Valley Golf Centre, Dungannon, Tyrone, opgericht 1997
- Bentra Municipal Golf Course, Whitehead, Antrim
- Brown Trout Golf Club, Coleraine
- Carnfunnock Country Park, Larne, Antrim
- City of Belfast Golf Course, Newtownabbey
- City of Derry Golf Club, Londonderry
- Colin Valley Golf Centre, Belfast, Antrim
- Fintona Golf Club, Fintona, Tyrone
- Foyle International Golf Cemtre, Derry
- Greenisland Golf Club, Carrickfergus, Antrim,  0 / 0
- Helen's Bay Golf Club, Helen's Bay (Bangor)
- Kilrea Golf Club, Coleraine
- Lisnarick Golf Club, Lisnarick, Fermanagh
- Mahee Island Golf Club, Comber
- Manor Golf Club, Kilrea, Londonderry
- Park Golf Club, Park Village, 9 korte holes
- Ronan Valley Golf Club, Londonderry
- Traad Ponds Golf Club, Magherafelt, Londonderry

## West Regio
18 holes of meer:
- Ballina Golf Club, Ballina, Mayo

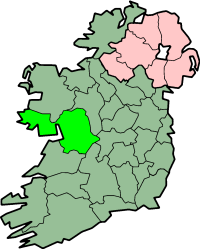
County Galway

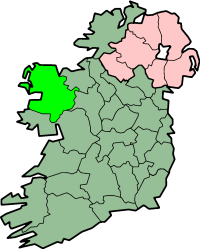
County Mayo

- Ballinasloe Golf Club, Ballinasloe, Galway
- Ballinrobe Golf Club, Ballinrobe, Mayo
- Ballyliffin Golf Club, Westport, Mayo
- Bearna Golf & Country Club, Bearna, Galway
- Carne Golf Links, Belmullet, Mayo
- Castlebar Golf Club, Rocklands Castlebar, Mayo
- Co. Sligo Golf Club, Sligo
- Connemara Championship Links, Ballyconneely, Galway, 27 holes
- Donegal Golf Club, Donegal
- Galway Bay Golf & Country Club, Oranmore, Galway
- Galway Golf Club, Salthill, Galway
- Portsalon Golf Club, Donegal
- Portstewart Golf Club, Galway
- Portumna Golf Club, Portumna, Galway
- Rosapenna Golf Links, Donegal, 36 holes
- Roscommon Golf Club, Roscommon
- Strandhill Golf Club, Strandhill, Sligo
- Tuam Golf Club, Tuam, Galway
- Westport Golf Club, Westport, Mayo

Minder dan 18 holes:
- Ballyhaunis Golf Club, Ballyhaunis, Mayo
- Connemara Isles Golf Club, Connemara, Galway
- County Sligo Golf Club, Rosses Point, Sligo
- Enniscrone Golf Centre, Enniscrone, Sligo
- Glenlo Abbey Golf Club, Galway

## Zuid-West Regio
18 holes of meer:
- Adare Golf Club, Adare, Limerick

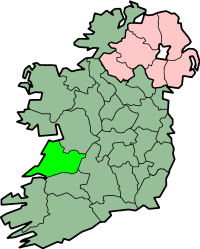
County Clare

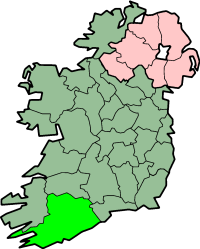
County Cork

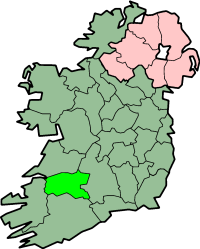
County Limerick

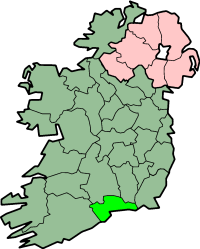
County Waterford

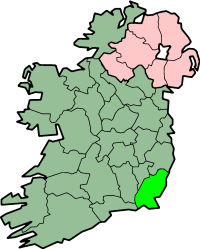
County Wexford

- Ballybunion Golf Club, Ballybunion, Kerry, 36 holes
- Bandon Golf Club, Bandon, Cork
- Bantry Bay Golf Club, Bantry, Cork
- Beaufort Golf Club, Beaufort, Killarney, Kerry
- Castlecomer Golf Club, Kilkenny
- Castleisland Golf Club, Castleisland, Kerry
- Charleville Golf Club, Charleville, Cork
- Clonlare Golf Club, Clonlare, Clare
- Cork Golf Club, Little Island, Cork
- Dingle Links Ceann Sibeal, Tralee, Kerry
- Dooks Golf Club, Glenbeigh, Kerry
- Doonbeg Golf Club, Doonbeg, Clare
- Douglas Golf Club, Douglas, Cork
- Dromoland Castle Golf & Country Club, Clare
- East Clare Golf Club, Bodyke, Clare
- Ennis Golf Club, Ennis, Clare
- Fernhill Golf & Country Club, Carrigaline, Cork
- Fota Island Golf Club, Carrigtwohill, Cork
- Kenmare Golf Club, Kenmare, Kerry
- Kilkee Golf Club, Kilkee, Clare
- Killarney Golf & Fishing Club, Killarney, Kerry
- Killorglin Golf Club, Killorglin, Kerry
- Kilrush Golf Club, Kilrush, Clare
- Kinsale Golf Clib, Kinsale, Cork
- Lahinch Golf Club, Lahinch, Clare 2x 18 holes
- Lee Valley Golf & Country Club, Ovens, Cork
- Limerick County Golf & Country Club, Ballyneety, Limerick
- Limerick Golf Club, Ballyclough, Limerick
- Mallow Golf Club, Mallow, Cork
- Monkstown Golf Club, Monkstown, Cork
- Muskerry Golf Club, Carrigrohane, Cork
- Newcastlewest Golf Club, Ardagh, Limerick
- Old Head Golf Links, Kinsale, Cork
- Ring of Kerry Golf & Country Club, Kenmare, Kerry
- Shannon Golf Club, Shannon Airport, Clare
- Skibbereen & West Carberry Golf Club, Skibbereen, Cork
- Tralee Golf Club, Tralee, Kerry
- Waterrock Golf Club, Midleton, Cork
- Waterville Golf Links, Waterville, Kerry
- Woodstock Golf Club, Ennis, Clare
- Youghal Golf Club, Youghal, Cork

Minder dan 18 holes:
- Lisselan Golf Club, Clonakilty, Cork
- Macroom Golf Club, Macroom, Cork
- Ross Golf Club, Killarney, Kerry
- Spanish Point Golf Club, Spanish Point, Clare 9 holes

## Zuid-Oost Regio
18 holes of meer:
- Ballykisteen Golf Club, Monard, Tipperary
- Callan Golf Club, Callan, Kilkenny
- Carlow Golf Club, Carlow
- County Tipperary Golf & Country Club, Cashel
- Cowran Park Golf & Leisure LTD, Gowran, Kilkenny
- Dunmore East Golf & Country Club, Dunmore East, Waterford
- Enniscorthy Golf Club, Enniscorthy, (Wexford
- Faithlegg Golf Club, Faithlegg, Waterford
- Kilkenny Golf Club, Kilkenny
- Mount Juliet Golf Club, Thomastown, Kilkenny
- New Ross Golf Club, New Ross, Wexford
- Rosslare Golf Resort, Rosslare Strand, (Wexford
- Tipperary Golf Club, Rathanny, Tipperary
- Tramore Golf Club, Tramore, Waterford
- Waterford Castle Hotel & Golf Club, Balinakill, Waterford
- Waterford Golf Club, New Rath, Waterford
- West Waterford Golf & Country Club, Dungarvan, Waterford

Minder dan 18 holes:
- St. Helen's Bay Golf Resort, Rosslare Harbour, Wexford